# ちはら台

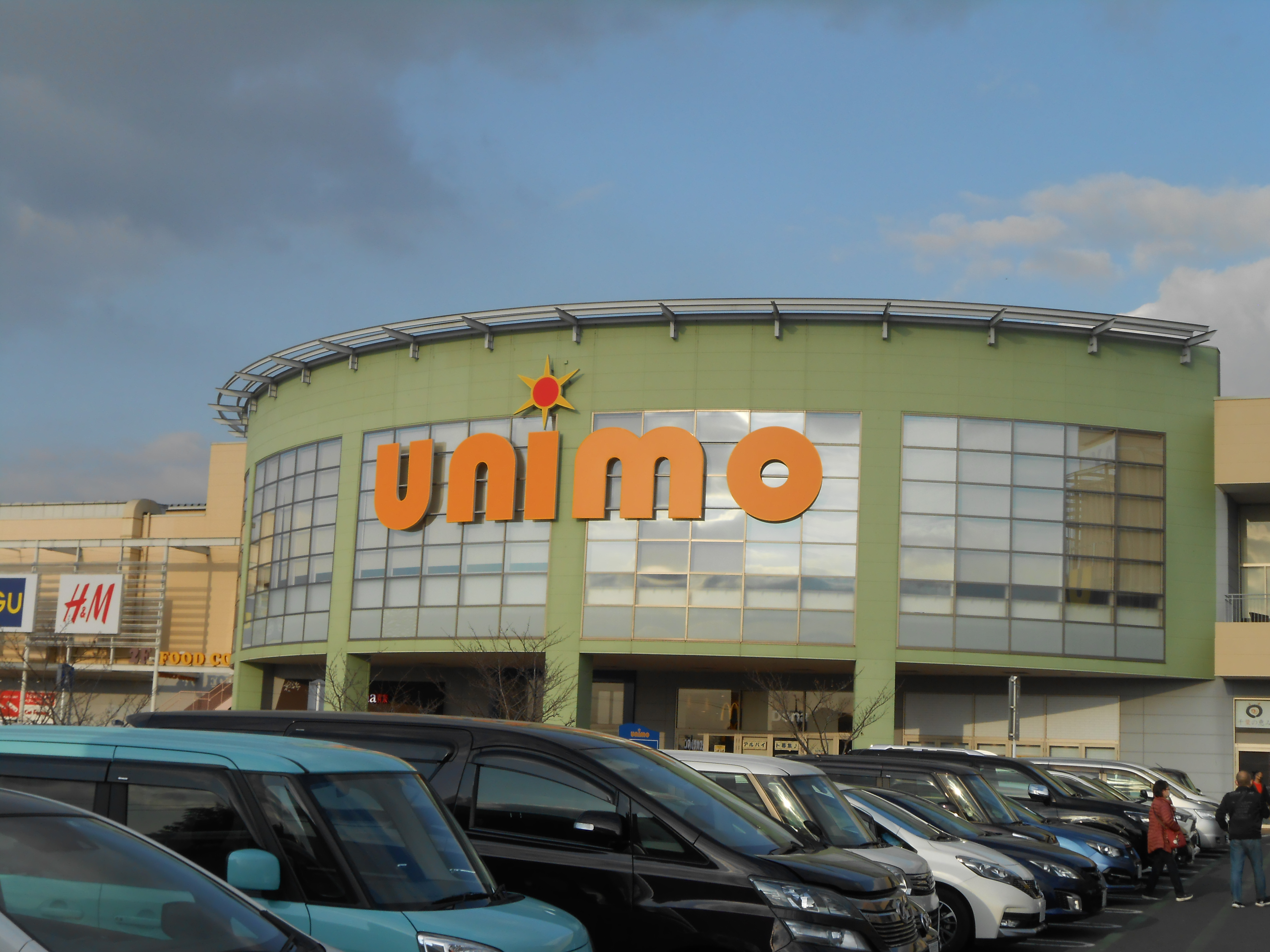
ユニモちはら台

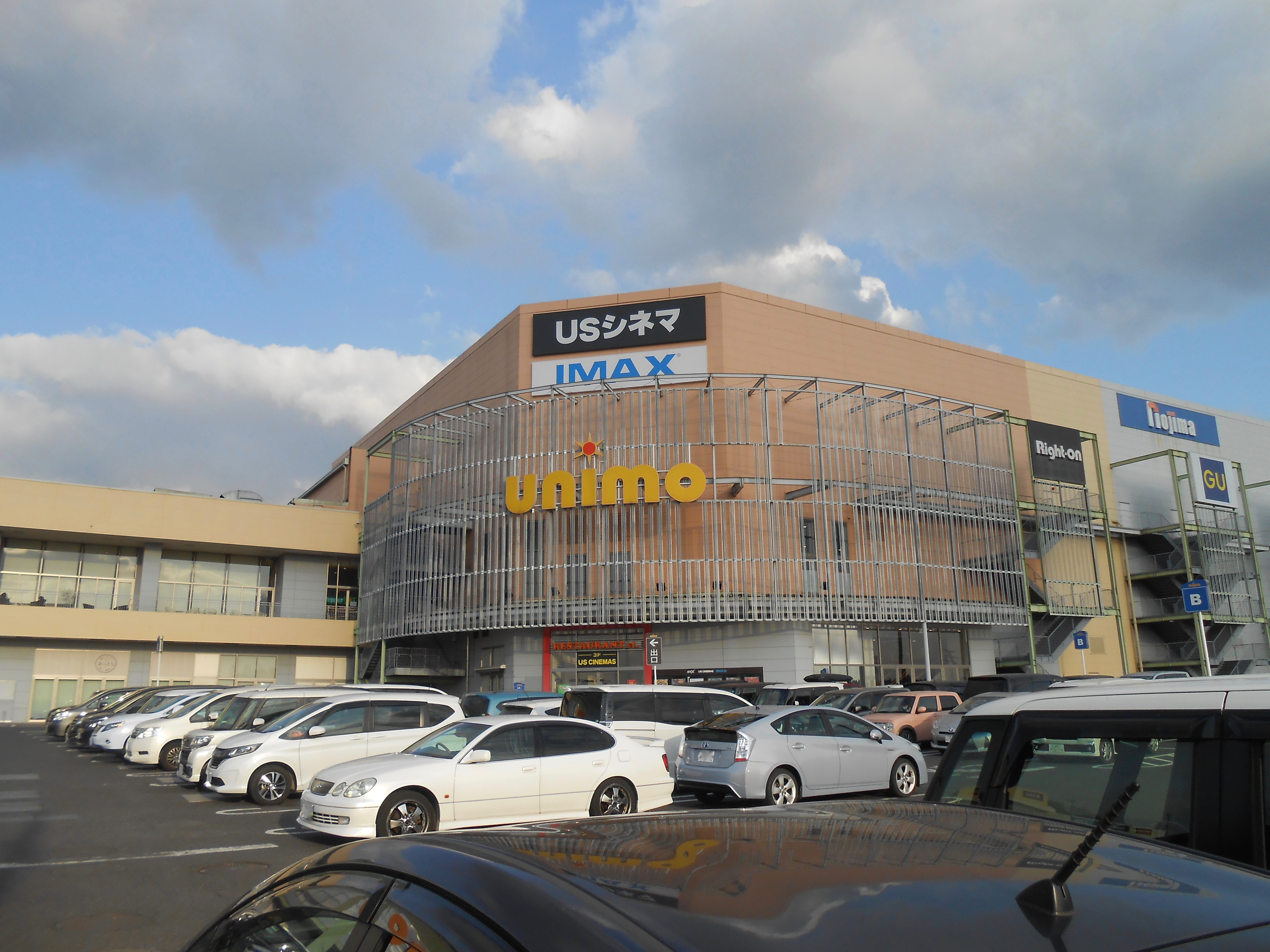
USシネマちはら台

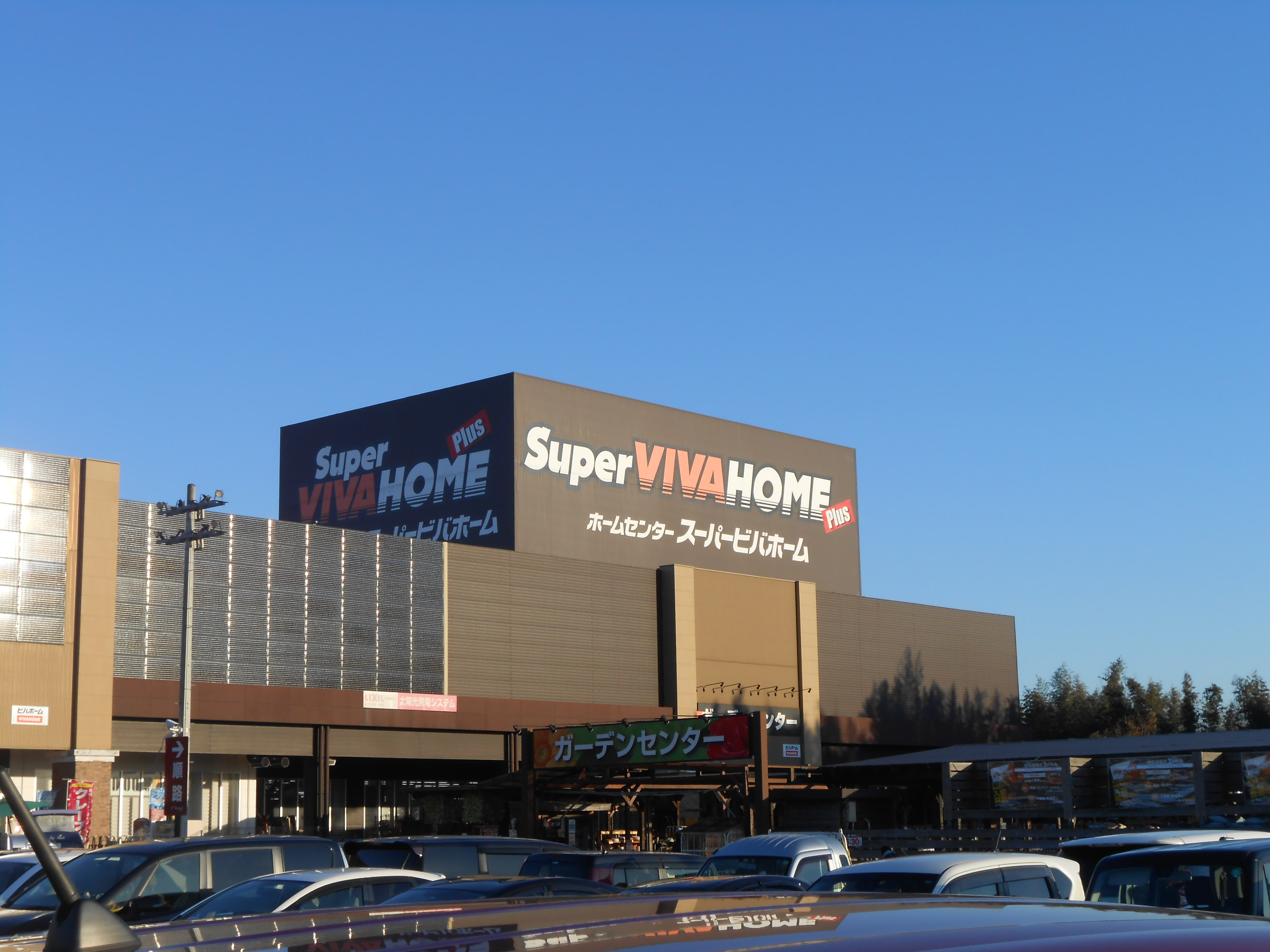
スーパービバホームちはら台店

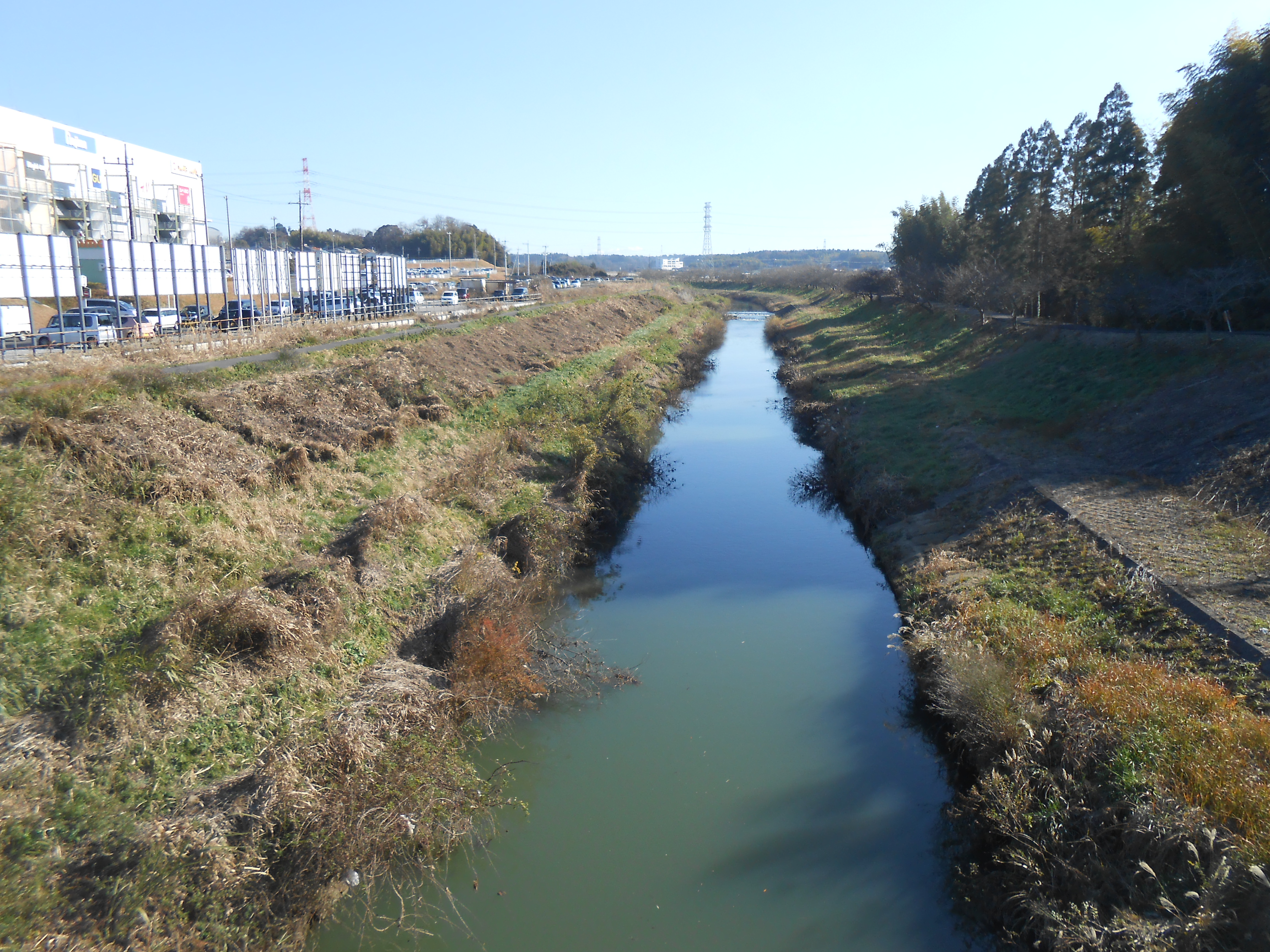
ちはら台（左）と潤井戸地区（右）の境にある村田川。

ちはら台（ちはらだい）は、千葉県市原市と千葉市緑区に位置する公団が土地区画整理事業を行ったニュータウンである。

## 概要
事業名称は、市原都市計画事業及び千葉都市計画事業。施工者は、日本住宅公団 - 住宅・都市整備公団 - 都市基盤整備公団 - （現：都市再生機構）。施工面積は、368.9ha。事業期間は、1977年5月11日 - 2007年3月31日（当初の計画は、2005年3月31日までであった）。
開発は、隣接するおゆみ野と共に行われ、両ニュータウンで統一された都市計画でまちづくりが行われた。

### 人口計画
| 種別               | 戸数（戸） | 人口（人） |
| ------------------ | ---------- | ---------- |
| 公団計画住宅用地   | 3,810      | 14,480     |
| 公団一般住宅用地   | 3,160      | 12,640     |
| 公団公益的施設用地 | 540        | 2,050      |
| 民有地             | 4,670      | 18,680     |
| 計                 | 12,180     | 47,850     |

### 土地利用計画
| 種別     | 種別        | 種別                 | 面積 (ha) | 割合 (％) |
| -------- | ----------- | -------------------- | --------- | --------- |
| 公共用地 | 道路        | 道路                 | 77.8      | 21.1      |
| 公共用地 | 公園 ・緑地 | 公園 ・緑地          | 27.0      | 7.3       |
| 公共用地 | 水路等      | 水路等               | 1.0       | 0.3       |
| 公共用地 | 計          | 計                   | 105.8     | 28.7      |
| 宅地     | 宅地用地    | 計画宅地用地         | 53.3      | 14.4      |
| 宅地     | 宅地用地    | 一般計画宅地用地     | 142.2     | 38.5      |
| 宅地     | 宅地用地    | 小計                 | 195.5     | 52.9      |
| 宅地     | 施設用地    | 教育施設用地         | 16.6      | 4.5       |
| 宅地     | 施設用地    | 行政商業等施設用地   | 13.8      | 3.7       |
| 宅地     | 施設用地    | その他公益的施設用地 | 37.2      | 10.1      |
| 宅地     | 施設用地    | 小計                 | 67.6      | 18.3      |
| 宅地     | 計          | 計                   | 263.1     | 71.3      |
| 合計     | 合計        | 合計                 | 368.9     | 100.0     |

※変更（第5回）事業計画に基づく。

## 地名

### ニュータウン名の由来
ニュータウンが千葉市と市原市の両市にまたがっていることから、それぞれの名前から一字ずつ取って「千原台」とした。

### 構成町丁
1. 市原市
  - ちはら台東
  - ちはら台西
  - ちはら台南
2. 千葉市緑区
  - 茂呂町： ニュータウン西端のごく一部

### 市原市の旧住居表示
※市原市のみ住居表示を施行したが換地処分実施時に廃止した。
- 千原台

### 市原市の旧大字地番
- 押沼 ： ニュータウン東部の大部分
- 草刈： ニュータウン西部の大部分
- 番場： ニュータウン南部

## 行政・公共施設
- 市原市役所ちはら台支所
- 市原市立ちはら台コミュニティーセンター
  - 図書室（ちはら台南6丁目）
- 市原警察署 ちはら台駅前交番（ちはら台西2丁目）
- 市原ちはら台郵便局（ちはら台南6丁目）

## 教育施設

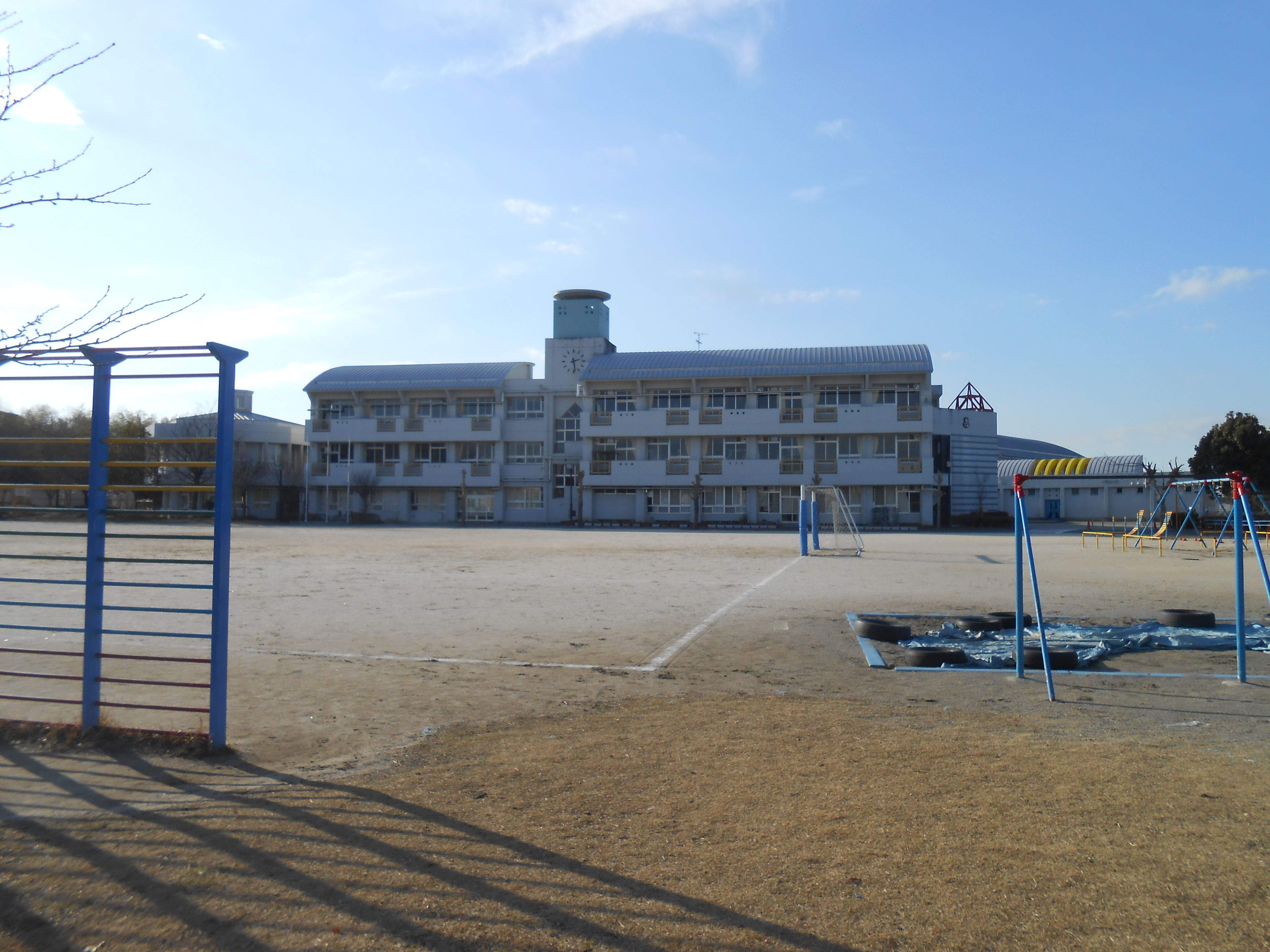
牧園小学校

### 小学校
- 市原市立水の江小学校（ちはら台東2丁目）
- 市原市立清水谷小学校（ちはら台南5丁目）
- 市原市立牧園小学校（ちはら台南2丁目）
- 市原市立ちはら台桜小学校（ちはら台東5丁目）

### 中学校
- 市原市立ちはら台南中学校（ちはら台南5丁目）
- 市原市立ちはら台西中学校（ちはら台西5丁目）

### 幼稚園・保育園
- ちはら台幼稚園 （ちはら台南6丁目）
- 千原台まきぞの幼稚園 （ちはら台南1丁目）
- ちはら台保育園（ちはら台南2丁目）
- ちはら台東保育園（瀬又507）
- ちはら台南保育園(ちはら台南1丁目)

### 給食センター
- ちはら台学校給食共同調理場（ちはら台南2丁目）

## 交通

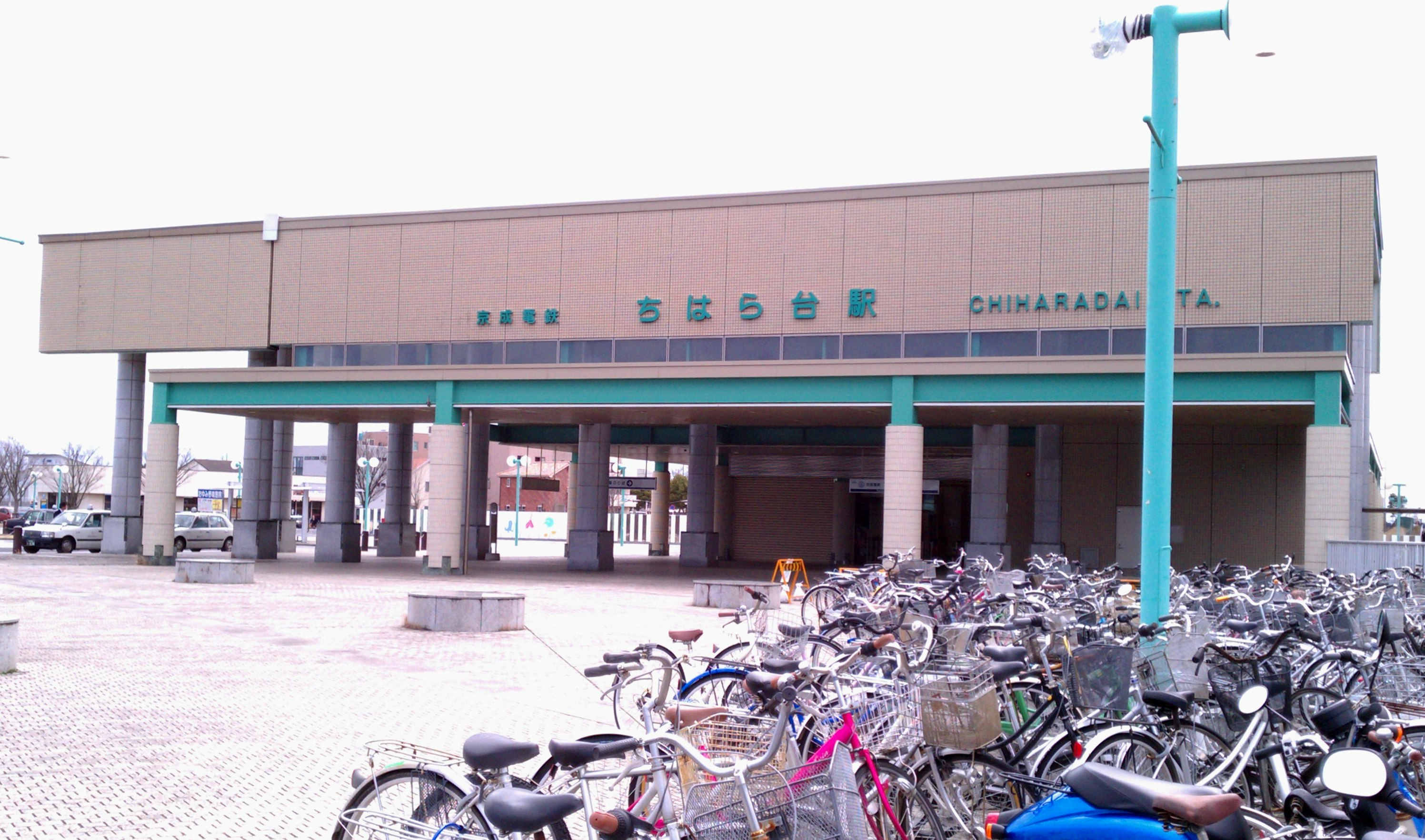
ちはら台駅

### 鉄道
- ちはら台駅（京成電鉄千原線）

### 路線バス
- 千葉中央バス

### 道路
- 草刈西広線（瓦窯（がよう）通り）：街路樹はユリノキ。おゆみ野側の磯部茂呂町線と直通している。
- 八幡草刈線（公園通り）：街路樹はカツラ。草刈西広線との交差点以東は、都市計画道路ちはら台3号線と合わせ（公園通り）の愛称が付けられている。
- 草刈高倉線：未開発
- 押沼安須線（学園通り）：街路樹はクスノキ。
- 押沼瀬又線：おゆみ野側の浜野町大金沢線（おゆみ野バザール）と直通している。
- 千原台3号線（公園通り）：街路樹はカツラ。

## 公園・緑地

### 大規模公園

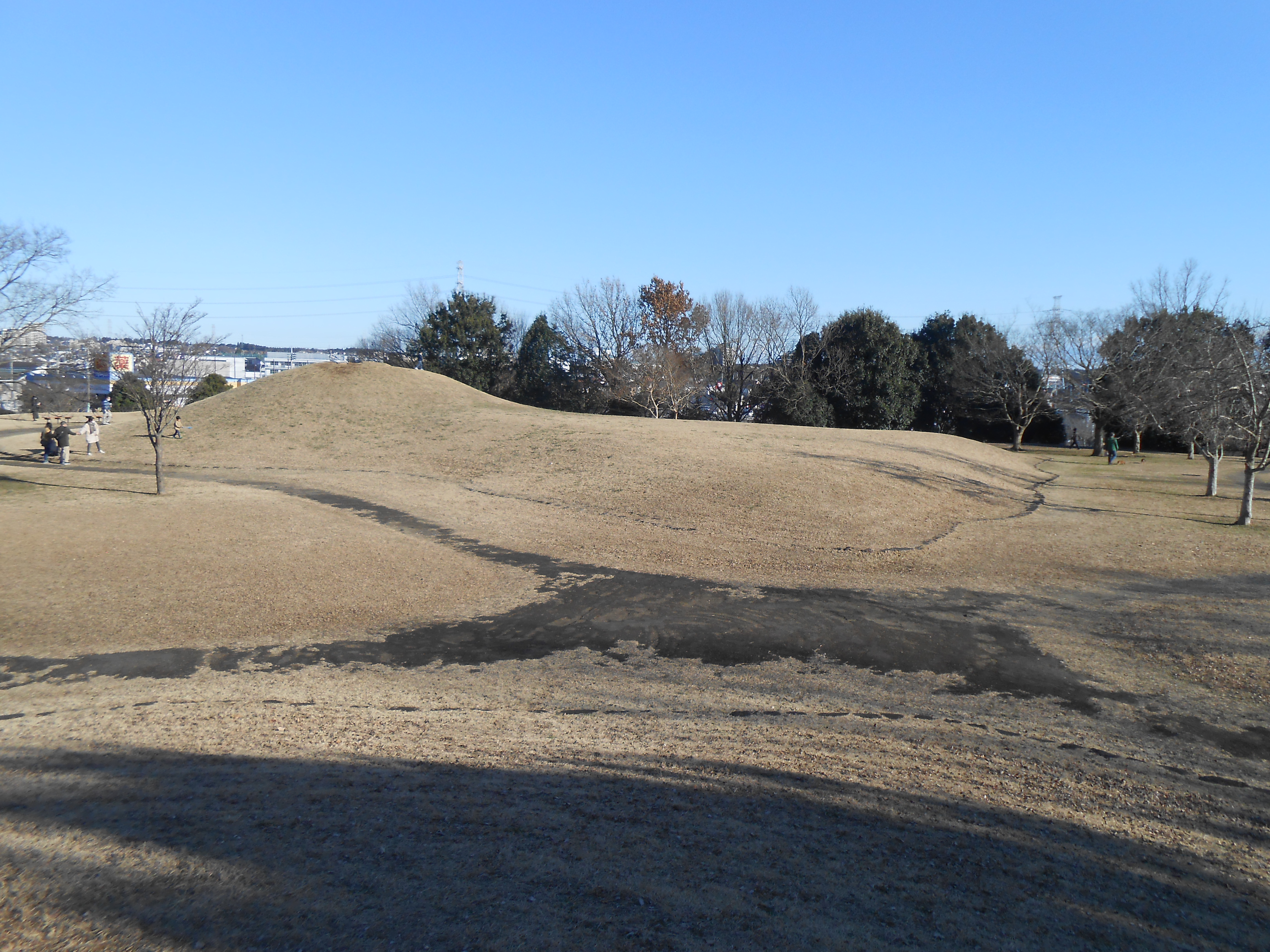
ちはら台公園（古墳広場）

- ちはら台公園（ちはら台西3丁目）

### 近隣公園
- 堂坂公園 （ちはら台西1丁目）
- 大岬公園 （ちはら台西5丁目）
- 清水谷公園（ちはら台南5丁目）
- 水の江公園（ちはら台東1丁目）
- 御影台公園（ちはら台東5丁目）

### 街区公園
- 睦月公園 （ちはら台西1丁目）
- 如月公園 （ちはら台南1丁目）
- 弥生公園 （ちはら台南2丁目）
- 卯月公園 （ちはら台西6丁目）
- 皐月公園 （ちはら台西6丁目）
- 水無月公園（ちはら台南3丁目）
- 文月公園 （ちはら台南6丁目）
- 葉月公園 （ちはら台南4丁目）
- 長月公園 （ちはら台東2丁目）
- 神無月公園（ちはら台東7丁目）
- 霜月公園 （ちはら台東7丁目）
- 乙月公園 （ちはら台東9丁目）

### その他の公園
- まきぞの自然公園（川焼緑地）（ちはら台南2丁目）

## 遊歩道・緑道（歩行者専用道路）
- かずさの道 ： 地区内を弧を描くように東西に貫くの約3.7kmの遊歩道。

主な街路樹・植込み ： ケヤキ、ソメイヨシノ、クスノキ

## 近隣のニュータウン
- おゆみ野
- あすみが丘